# Grand Prix de la Somme 2011
 (mars 2024).
La 26e édition du Grand Prix de la Somme a eu lieu le 16 septembre 2011. La course fait partie du calendrier UCI Europe Tour 2011 en catégorie 1.1.

## Classement final
|    | Coureur          | Pays      | Équipe               |    | Temps           |
| -- | ---------------- | --------- | -------------------- | -- | --------------- |
| 1  | Anthony Roux     | France    | FDJ                  | en | 4 h 51 min 35 s |
| 2  | Lloyd Mondory    | France    | AG2R La Mondiale     |    | m.t.            |
| 3  | Fabian Wegmann   | Allemagne | Leopard-Trek         |    | m.t.            |
| 4  | Jean-Luc Delpech | France    | Bretagne-Schuller    |    | m.t.            |
| 5  | Nacer Bouhanni   | France    | FDJ                  |    | m.t.            |
| 6  | Yannick Martinez | France    | AG2R La Mondiale     |    | m.t.            |
| 7  | Leonardo Duque   | Colombie  | Cofidis              |    | m.t.            |
| 8  | Moreno Hofland   | Pays-Bas  | Rabobank Development |    | m.t.            |
| 9  | Thomas Voeckler  | France    | Europcar             |    | m.t.            |
| 10 | Bert De Waele    | Belgique  | Landbouwkrediet      |    | m.t.            |